# 토마시 수슬로우
토마시 수슬로우(슬로바키아어: Tomáš Suslov, 2002년 6월 7일 ~ )는 슬로바키아의 축구 선수로, 이탈리아 세리에 A 클럽 엘라스 베로나와 슬로바키아 국가대표팀에서 공격형 미드필더 또는 레프트 윙어로 활약하고 있다.

## 구단 경력
2018년 8월 10일, 수슬로우는 네덜란드의 흐로닝언과 2년 계약을 맺고 다른 시즌으로 이적했다.
2023년 9월 1일, 수슬로우는 이탈리아의 엘라스 베로나에 조건부 구매 의무를 지고 임대로 합류했다. 2024년 1월 31일, 그는 2027년 6월까지 영구 계약을 맺었다.

## 국가대표팀 경력
슬로바키아에서 그의 세대에서 가장 훌륭한 선수들 중 한 명으로 여겨지는 수슬로우는 정기적으로 국가대표팀의 모든 부문에 출전했다. 그는 2020년 11월 18일 체코와의 네이션스리그 경기에서 슬로바키아 국가대표팀으로 데뷔하여 62분에 알베르트 루스나크와 교체되어 18세에 데뷔한 최연소 슬로바키아 축구 선수가 되었다. 그는 폴란드와 스페인과의 조별 리그 경기에 교체로 출전하면서 UEFA 유로 2020 슬로바키아 국가대표팀에 이름을 올렸다.
수슬로우가 엄청난 가능성을 보이며 득점권에 이름을 올릴 뻔했던 수많은 활약에도 불구하고, 그가 2022년 6월 벨라루스와의 UEFA 네이션스리그 경기에서 첫 시니어 국가대표 골을 넣은 것은 그의 11번째 경기였다.
UEFA 유로 2024에서 수슬로우는 팀이 16강에 진출한 4경기에 모두 교체 출전하여 연장전 끝에 잉글랜드에 패했다.

## 사생활
2022년 러시아의 우크라이나 침공 당시 수슬로우는 자신의 부계를 통해 우크라이나 혈통을 드러냈고 그의 가족은 영향을 받은 우크라이나인들에 대한 인도주의적 지원에 참여했다.